# 歴史映画
歴史映画（れきしえいが）は、人類の歴史上の人物、事件などを描いた映画の一ジャンルである。史実を描いてなくても歴史的背景をテーマに持つものを含める場合もある。
同じく歴史的事実を描いた西部劇や時代劇、戦争映画、伝記映画なども含めることが出来るが、映画のジャンルとしては区別されることが多い。

## 歴史映画の一覧

### 東アジア史

#### 日本史

##### 近代以前
- 「卑弥呼」（卑弥呼が主人公）
- 「天平の甍」（高僧を招くという命を受けた遣唐使留学生普照・栄叡らと鑑真との出会いを描く）
- 「妖僧」（道鏡が主人公）
- 「アテルイ」（蝦夷の軍事的指導者アテルイを描く）
- 「空海」（真言宗の開祖弘法大師空海を描いた伝記映画。遣唐使、最澄との友情と確執、薬子の変などを描く）
- 「源氏物語 千年の謎」（源氏物語の作者紫式部と藤原道長を描く）
- 「新・平家物語」（平清盛の若き日を描く）
- 「地獄門」（出家前の文覚が主人公。前半で平治の乱も描かれる）
- 「虎の尾を踏む男達」（源義経一行の奥州への逃避行を描いた「安宅」と「勧進帳」の映画化）
- 「親鸞 白い道」（浄土真宗の開祖親鸞を描いた伝記映画）
- 「禅 ZEN」（曹洞宗の開祖道元を描いた伝記映画）
- 「日蓮と蒙古大襲来」（日蓮と北条時宗を中心にモンゴル襲来を描く）
- 「一遍上人」（時宗開祖の一遍を描く）
- 「悪党」（高師直が主人公）
- 「犬王」（猿楽師の犬王道阿弥が題材）
- 「室町無頼」（寛正の土一揆の首魁蓮田兵衛が主人公）
- 「鉄砲伝来記」（種子島への鉄砲伝来が題材）
- 「風林火山」（武田信玄の軍師とされる山本勘助を主人公に川中島の戦いを描く）
- 「天と地と」（上杉謙信を主人公に川中島の戦いを描く）
- 「レジェンド&バタフライ」（織田信長と濃姫の出会いから本能寺の変までを描く）
- 「徳川家康」（徳川家康の誕生から、人質として育てられ、桶狭間の戦いを経て、織田方につくまでを描く）
- 「影武者」（武田信玄の影武者を主人公に、信玄の上洛から長篠の戦いまでを描く）
- 「火天の城」（宮大工岡部又右衛門が周囲の人物と共に安土城建設するまでを描く）
- 「反逆児」（徳川家康の嫡男として生まれながら若くして悲劇的な死を遂げた松平信康の生涯を描く）
- 「忍びの者」（石川五右衛門が伊賀の忍びだったという設定の映画）
- 「首」（荒木村重の謀反から本能寺の変を経て山崎の戦いまでを描く）
- 「清須会議」（信長死後の清須会議における重臣たちの権謀術数を描く）
- 「のぼうの城」（忍城水攻めを描く）
- 「独眼竜政宗」（伊達政宗を主人公に描く）
- 「利休」（千利休が主人公）
- 「豪姫」（豊臣秀吉の養女で宇喜多秀家の夫人豪姫が主人公）
- 「関ヶ原」（関ヶ原の戦いを描く）
- 「宮本武蔵」（宮本武蔵の生涯を描いた吉川英治の小説の映画化）
- 「女帝 春日局」（春日局が主人公）
- 「沈黙 -サイレンス-」（キリシタン迫害を描いた遠藤周作の小説『沈黙』の映画化）
- 「天地明察」（囲碁棋士で天文暦学者の渋川春海の生涯を描く同名小説の映画化）
- 「四十七人の刺客」（赤穂事件を描く）
- 「郡上一揆」（郡上一揆を描く）
- 「おろしや国酔夢譚」（カムチャツカに漂流した大黒屋光太夫一行が、サンクトペテルブルクでエカチェリーナ2世に謁見し帰国するまでを描く）
- 「写楽」（謎の絵師東洲斎写楽の正体を独自の解釈で描く）
- 「HOKUSAI」（葛飾北斎が主人公）
- 「桜田門外ノ変」（桜田門外の変を描く）
- 「長州ファイブ」（長州五傑のヨーロッパ渡航前後を描く）
- 「幕末」（坂本龍馬を主人公に幕末の群像を描く）
- 「壬生義士伝」（新撰組隊士・吉村貫一郎の生涯を描く）
- 「ええじゃないか」（ええじゃないかを描く）
- 「赤毛」（赤報隊を描く）
- 「花の白虎隊」（会津戦争末期の滝沢口の戦いを描く）

##### 近代以降
- 「半次郎」（中村半次郎が主人公）
- 「草の乱」（秩父事件を描く）
- 「襤褸の旗」（足尾鉱毒事件に立ち向かった田中正造を描く）
- 「明治天皇と日露大戦争」（ロシアの圧迫から日露戦争に至る日本を描く）
- 「あゝ野麦峠」（明治中期～昭和初期の女工哀史を描く）
- 「大コメ騒動」（大正時代の1918年米騒動を描く）
- 「福田村事件」（関東大震災後に起こった福田村事件を描く）
- 「金子文子と朴烈（パクヨル）」（朴烈と金子文子を描く）
- 「菊とギロチン」（1923年の大正時代を舞台に、女相撲一座とギロチン社の面々が出会うというフィクションを描いた映画）
- 「未完の対局」（大正時代から日中戦争、戦後にかけてを舞台に、日中棋士の交流を描く）
- 「戦争と人間」三部作（満州進出をもくろむ新興財閥を通して張作霖爆殺事件からノモンハン事件までを描く）
- 「わが青春に悔なし」（滝川事件とゾルゲ事件をモデルとした映画）
- 「スパイ・ゾルゲ」（ゾルゲのスパイ活動を描く）
- 「226」（二・二六事件を描く）
- 「陸軍中野学校」（実在した日本初のスパイ学校陸軍中野学校を描く異色戦争映画）
- 「激動の昭和史 軍閥」（太平洋戦争前夜から日本の敗戦までを描く）
- 「硫黄島からの手紙」（太平洋戦争中の硫黄島の戦いを描く）
- 「海と毒薬」（太平洋戦争末期の九州大学生体解剖事件を描く）
- 「太陽」（太平洋戦争末期の昭和天皇の苦悩を表現）
- 「日本のいちばん長い日」（太平洋戦争最末期に起きた宮城事件を描く）
- 「三たびの海峡」（太平洋戦争中に強制連行されたある朝鮮人の戦中・戦後を描く）
- 「いしゃ先生」（1935-1959年、女医志田周子の半生を描く）
- 「終戦のエンペラー」（フェラーズ准将による昭和天皇の戦争責任の検証を描く）
- 「プライド・運命の瞬間」（東條英機を主人公に極東国際軍事裁判を描く）
- 「日本独立」（吉田茂と白洲次郎を軸に、終戦から憲法制定、独立に至る経緯を描く）
- 「小説吉田学校」（吉田茂を主人公に、戦後保守政界の権力闘争史を描く）
- 「帝銀事件 死刑囚」（帝銀事件を描く）
- 「日本の熱い日々 謀殺・下山事件」（下山事件を描く）
- 「松川事件」（松川事件を描く）
- 「力道山」（力道山の生涯を描く）
- 「金環蝕」（池田内閣から佐藤内閣にかけての政局裏面史を描く。ただしほぼ全員仮名）
- 「初恋」（真犯人は女子高生だったという設定で三億円事件を描いた映画）
- 「11・25自決の日 三島由紀夫と若者たち」（三島由紀夫自決事件を描く）
- 「MINAMATA-ミナマタ-」（水俣病を世界に伝えた写真家ユージン・スミスを描く）
- 「光の雨」（1972年に起きた連合赤軍による同志リンチ事件を"映画内映画"として描く）
- 「実録・連合赤軍 あさま山荘への道程」（1972年の連合赤軍によるあさま山荘事件を描く）
- 「KT」（金大中事件を描く）

#### 朝鮮・韓国史
- 「安市城 グレート・バトル」（唐の高句麗出兵を安市城で撃退した楊萬春の戦いを描く）
- 「MUSA -武士-」（高麗末期、明への使節団が行方不明となった史実をヒントに描いた映画）
- 「世宗大王 星を追う者たち」（世宗と科学者蔣英実の身分を超えた絆を描く）
- 「観相師 -かんそうし-」（癸酉靖難に巻き込まれた観相師を描く）
- 「王の男」（燕山君の宮廷に招かれた2人の芸人を描く）
- 「ファン・ジニ 映画版」（李氏朝鮮の妓生黄真伊の生涯を描く）
- 「ノリャン -死の海-」（丁酉倭乱（慶長の役）における露梁海戦を描く）
- 「王になった男」（光海君の影武者が主人公）
- 「天命の城」（丙子の乱を描く）
- 「王の運命 -歴史を変えた八日間-」（英祖が息子の思悼世子を処刑した壬午士禍を描く）
- 「王の涙 -イ・サンの決断-」（正祖暗殺未遂事件を描く）
- 「美人図」（李氏朝鮮時代の画家・申潤福を男装した女性であったという設定で描く）
- 「酔画仙」（張承業の生涯を描く）
- 「古山子 王朝に背いた男」（大東輿地図を完成させた金正浩の半生を描く）
- 「安重根 伊藤博文を撃つ」（伊藤博文を暗殺した安重根を描く）
- 「ラスト・プリンセス 大韓帝国最後の皇女」（徳恵翁主の生涯をフィクションを交えて描く）
- 「道〜白磁の人〜」（日本領下朝鮮で植林事業を行い、朝鮮の陶磁器と木工を研究紹介した浅川巧の生涯を描く）
- 「マルモイ ことばあつめ」（日本領下朝鮮で起きた朝鮮語学会事件をモデルとした映画）
- 「太白山脈」（1948年の麗水・順天事件から1950年の朝鮮戦争勃発までを描く）
- 「ブラザーフッド」（朝鮮戦争を背景に兄弟愛を描いた戦争映画）
- 「シルミド」（1971年の実尾島事件を描く）
- 「KCIA 南山の部長たち」（コリアゲート事件および1979年の朴正煕暗殺事件を描く）
- 「ソウルの春」（1979年の粛軍クーデターを描く）
- 「タクシー運転手 約束は海を越えて」（1980年の光州事件を描く）
- 「弁護人」（盧武鉉をモチーフに1981年の釜林事件を描く）
- 「1987、ある闘いの真実」（1987年の朴鍾哲拷問致死事件から6月民主抗争に至る民主化闘争を描く）
- 「工作 黒金星（ブラック・ヴィーナス）と呼ばれた男」（1990年代に北朝鮮に潜入した実在の韓国の工作員「黒金星」を描く）
- 「国家が破産する日」（1997年の韓国通貨危機の裏側を描く）

#### 中国史・モンゴル史
- 「運命の子」（春秋時代の晋の趙武の復讐譚「趙氏孤児」の映画化）
- 「孔子の教え」（孔子が主人公）
- 「墨攻」（戦国時代を舞台に墨家の戦いを描く）
- 「始皇帝暗殺」（荊軻による秦王政暗殺未遂事件を描く）
- 「項羽と劉邦 鴻門の会」（晩年の劉邦が楚漢戦争を回想しつつ韓信を粛清していく姿を描く）
- 「レッドクリフ」二部作（三国志の赤壁の戦いを描く）
- 「ムーラン」（伝承上の南北朝時代の女性木蘭が主人公）
- 「楊貴妃」（楊貴妃が主人公）
- 「敦煌」（西夏が勃興し甘粛を征服した時代の敦煌を舞台とする）
- 「モンゴル」（チンギス・ハーンの前半生を描く）
- 「マンドハイ」（北元を再興したマンドハイの生涯を描く）
- 「戦神 ゴッド・オブ・ウォー」（倭寇を討伐した明の戚継光の史実をもとにした映画）
- 「国姓爺合戦」（明の再興を目指した鄭成功の活躍を描く）
- 「阿片戦争」（阿片戦争を描く）
- 「西太后」二部作（西太后が主人公）
- 「北京の55日」（北清事変を描く）
- 「ラストエンペラー」（清朝最後の皇帝で満州国皇帝にも擁立された溥儀の生涯を描く）
- 「1911」（辛亥革命を描く）
- 「孫文」（革命家・孫文の生涯を描く）
- 「セデック・バレ」二部作（日本植民地下の台湾で起こった霧社事件を描く）
- 「ロアン・リンユィ 阮玲玉」（1935年に自殺した映画女優阮玲玉の生涯を描く）
- 「宋家の三姉妹」（現代中国史における重要人物宋靄齢・宋慶齢・宋美齢の三姉妹を描く）
- 「南京!南京!」（日中戦争で起こった南京事件を描く）
- 「チルドレン・オブ・ホァンシー 遥かなる希望の道」（日中戦争で60人の中国人孤児を連れて戦火を逃れたイギリス人ジョージ・ホッグを描く）
- 「戯夢人生」（台湾の日本植民地時代を布袋戯の大家李天祿の半生と重ね合わせて描く）
- 「クンドゥン」（ダライ・ラマ14世の半生を描く）
- 「戦場のレクイエム」（国共内戦を描く）
- 「悲情城市」（二・二八事件を背景に、ある一家の悲劇を描く）
- 「牯嶺街少年殺人事件」（1961年に台湾で起こった少年による少女殺害事件をモチーフに白色テロの時代を描く）
- 「さらば、わが愛/覇王別姫」（北洋軍閥時代から、日中戦争、国共内戦、文化大革命へと続く時代を背景に、3人の男女の愛憎を描く）
- 「活きる」（国共内戦から大躍進政策、文化大革命までを描く）
- 「芳華-Youth-」（文化大革命末期から中越戦争までを描く）
- 「天安門、恋人たち」（天安門事件を背景とした映画）

### 東南アジア史
- 「キング・ナレスワン」五部作（16～17世紀タイのアユタヤ朝の王ナレースワンの生涯を描く）
- 「アンナと王様」（19世紀タイのラーマ4世と宮廷教師となったイギリス人女性アンナ・レオノーウェンズのエピソードをモデルとした話）
- 「ホセ・リサール」（19世紀フィリピンの独立運動家ホセ・リサールの生涯を描く）
- 「チュッ・ニャ・ディン」（19世紀インドネシアで独立のためのアチェ戦争を指導した女性チュッ・ニャ・ディンの半生を描く）
- 「少年義勇兵」（太平洋戦争が始まるころのタイ軍の少年義勇兵を描く）
- 「ムルデカ17805」（インドネシア独立戦争に参加した旧日本兵の話）
- 「コウノトリの歌」（ベトナム戦争に従軍した人々の証言を交え、ドキュメンタリーとドラマを結合して描いた映画）
- 「キリング・フィールド」（クメール・ルージュによるカンボジア大虐殺を描く）

### 南アジア史
- 「手塚治虫のブッダ」（釈迦族の王子ガウタマ・シッダールタの僧としての生涯を描いた仏教のストーリー）
- 「パドマーワト 女神の誕生」（アラーウッディーン・ハルジーの征服に抵抗するメーワール王国）
- 「偉大なるムガル帝国」（ムガル帝国第3代皇帝アクバルの時代が舞台）
- 「チェスをする人」（1856年、イギリス東インド会社によってインド北部のアウド王国が植民地化される時代が舞台）
- 「マニカルニカ ジャーンシーの女王」（インド大反乱で戦ったラクシュミー・バーイーの生涯を描く）
- 「ガンジー」（マハトマ・ガンディーの生涯を描く）
- 「マザー・テレサ」（マザー・テレサの生涯を描く）
- 「女盗賊プーラン」（盗賊から政治家になったプーラン・デーヴィーの生涯を描く）

### 中央アジア史
- 「女王トミュリス 史上最強の戦士」（マッサゲタイ族の女王トミュリスがアケメネス朝ペルシアのキュロス2世を破った戦いを描く）
- 「レッド・ウォリアー」（ジュンガルの侵攻と戦うカザフ・ハン国のアブライ・ハンが主人公）

### 西アジア・北アフリカ史
- 「エジプト人」（紀元前1370年頃のエジプト第17王朝が舞台）
- 「太陽の王子 ファラオ」（紀元前11世紀の古代エジプトが舞台）
- 「クレオパトラ」（クレオパトラ7世が主人公）
- 「ザ・メッセージ」（イスラム教の開祖ムハンマドとその教えに従う戦士たちの戦いを描く）
- 「千年医師物語 〜ペルシアの彼方へ〜」（11世紀のヨーロッパとペルシアを舞台に、医師イブン・シーナーに弟子入りする青年を主人公とした映画）
- 「キングダム・オブ・ヘブン」（十字軍とサラディンとの戦い）
- 「カーツーム」（1883年のスーダンのムスリムマフディーの乱を描く）
- 「ラスト・ハーレム」（オスマン帝国末期のハレムを描く）
- 「消えた声が、その名を呼ぶ」（オスマン帝国によるアルメニア人虐殺を背景として描く）
- 「アラビアのロレンス」（英国陸軍将校トマス・エドワード・ロレンスを主人公として、オスマン帝国からのアラブ独立闘争を描く）
- 「砂漠のライオン」（リビアを植民地としたファシスト・イタリアに抵抗したオマー・ムクターを描く）
- 「アルジェの戦い」（アルジェリア戦争をアルジェリア民族解放戦線と入植者との対立を通して描く）

#### 聖書関係
旧約聖書
- 「天地創造」（創世記、1章「天地創造」から22章「イサクの生け贄」までを描く）
- 「ソドムとゴモラ」（ソドムとゴモラの滅亡の物語）
- 「十戒」（モーセの十戒を映画化）
- 「サムソンとデリラ」（サムソンとデリラの物語）
- 「ダビデとゴライアス」（ダビデとゴリアテの物語）
- 「ソロモンとシバの女王」（旧約聖書に登場するシバの女王と古代イスラエルソロモン王の物語）

新約聖書
- 「マリア」（イエス・キリスト降誕を描く）
- 「キング・オブ・キングス」（イエスの生涯を描く）
- 「奇跡の丘」（無神論者パゾリーニ監督によるイエス受難劇）
- 「偉大な生涯の物語」（シネラマによるイエス受難劇）
- 「ジーザス・クライスト・スーパースター」（イエスの最後の7日間を描いたロックミュージカルの映画化）
- 「最後の誘惑」（イエスを一人の悩める人間として描く）
- 「パッション」（イエスの受難と磔刑を描く）

### 中・南アフリカ史
- 「ズール戦争」（1879年のズールー戦争を描く）
- 「ルムンバの叫び」（1961年に暗殺されたコンゴの大統領パトリス・ルムンバを描く）
- 「ラストキング・オブ・スコットランド」（1970年代のウガンダの独裁者イディ・アミンを描く）
- 「遠い夜明け」（1977年にアパルトヘイト下の南アフリカで殺害された黒人解放活動家スティーブ・ビコを描く）
- 「マンデラ 自由への長い道」（ネルソン・マンデラの自伝の映画化）
- 「ホテル・ルワンダ」（1994年のルワンダ虐殺を描く）
- 「インビクタス/負けざる者たち」（1995年に南アのラグビーチームがワールドカップで優勝した話）

### ヨーロッパ史

#### 古代ギリシャ・マケドニア史
- 「トロイ」（神話要素を削除したトロイア戦争伝説の映画化）
- 「300 〈スリーハンドレッド〉」（ペルシア戦争のテルモピュライの戦いを描いた映画）
- 「300 〈スリーハンドレッド〉 〜帝国の進撃〜」（ペルシア戦争のアルテミシオンの海戦・サラミスの海戦を描いた映画）
- 「アレキサンダー」（アレクサンドロス3世が主人公）

#### 古代ローマ史
- 「ハンニバル」（共和政ローマと戦ったカルタゴの将軍ハンニバルを描く）
- 「カルタゴ」（第三次ポエニ戦争を描く）
- 「スパルタカス」（スパルタクスの反乱を描く）
- 「ジュリアス・シーザー」（アントニウスとブルータスを主人公としてカエサル暗殺を描いたシェイクスピア戯曲の映画化）
- 「アントニーとクレオパトラ」（アントニウスとクレオパトラを描いたシェイクスピア戯曲の映画化）
- 「ベン・ハー」（イエス・キリスト生誕の時代）
- 「聖衣」（イエス・キリストを処刑した人物の良心の呵責を描く）
- 「カリギュラ」（皇帝カリギュラを主人公としたハードコア・ポルノ）
- 「クォ・ヴァディス」（皇帝ネロの時代）
- 「ポンペイ」（ヴェスヴィオ火山爆発により壊滅するポンペイが舞台）
- 「グラディエーター」（皇帝コンモドゥスの時代）
- 「アレクサンドリア」（4世紀の女性天文学者ヒュパティアが主人公）
- 「侵略者」（フン族の王アッティラを描く）

#### イギリス・アイルランド史
- 「キング・アーサー」（アーサー王伝説をもとにした映画）
- 「ベケット」（トマス・ベケットが主人公）
- 「ブレイブハート」（スコットランドのウィリアム・ウォレスが主人公）
- 「ヘンリー五世」（ヘンリー5世を主人公としたシェイクスピア戯曲の映画化）
- 「リチャード三世」（リチャード3世を主人公としたシェイクスピア戯曲の映画化）
- 「わが命つきるとも」（ヘンリー8世とトマス・モアをもとにした戯曲の映画化）
- 「ブーリン家の姉妹」（ヘンリー8世とアン・ブーリン&メアリー・ブーリン姉妹）
- 「レディ・ジェーン/愛と運命のふたり」（九日間の女王と呼ばれるジェーン・グレイが主人公）
- 「エリザベス」（エリザベス1世が主人公）
- 「メアリー・オブ・スコットランド」（スコットランド女王メアリーが主人公）
- 「無敵艦隊」（16世紀後半、イギリスとスペインの戦い）
- 「恋におちたシェイクスピア」（シェイクスピアを主人公にした創作ドラマ）
- 「クロムウェル」（オリヴァー・クロムウェルとピューリタン革命）
- 「リバティーン」（17世紀、チャールズ2世の寵臣ロチェスター卿）
- 「ロブ・ロイ/ロマンに生きた男」（ロバート・ロイ・マグレガーが主人公）
- 「女王陛下のお気に入り」（18世紀前半、イギリス女王アンと女官長サラ・ジェニングス）
- 「ある公爵夫人の生涯」（18世紀後半、デヴォンシャー公爵夫人）
- 「英国万歳!」（18世紀後半、イギリス国王ジョージ3世）
- 「ピータールー マンチェスターの悲劇」（1819年のピータールーの虐殺を描く）
- 「ジェイン・オースティン 秘められた恋」（19世紀前半、小説家ジェーン・オースティン）
- 「ブライト・スター いちばん美しい恋の詩」（19世紀前半、詩人ジョン・キーツ）
- 「アメイジング・グレイス」（19世紀前半、奴隷貿易廃止の政治家ウィリアム・ウィルバーフォース）
- 「ヴィクトリア女王 世紀の愛」（19世紀前半、イギリス女王ヴィクトリアの結婚）
- 「カヴァルケード」（ボーア戦争から第一次世界大戦後まで）
- 「ノーラ・ジョイス 或る小説家の妻」（アイルランドの作家ジェイムズ・ジョイスとその妻ノーラの愛と葛藤）
- 「麦の穂をゆらす風」（20世紀、アイルランド独立戦争とアイルランド内戦）
- 「マイケル・コリンズ」（アイルランド独立戦争の指導者マイケル・コリンズ）
- 「めぐりあう時間たち」（1925-1941年、作家ヴァージニア・ウルフ）
- 「ジミー、野を駆ける伝説」（1932年、米国からアイルランドに帰国した元活動家ジミー・グラルトンを描く）
- 「英国王のスピーチ」（1930年代、イギリス国王ジョージ6世）
- 「イミテーション・ゲーム/エニグマと天才数学者の秘密」（1940年代、数学者アラン・チューリング）
- 「ノーウェアボーイ ひとりぼっちのあいつ」（1950年代、リヴァプールでのジョン・レノンの若い日々）
- 「ブラディ・サンデー」（1972年に北アイルランドのデリーで起きたイギリス軍による市民虐殺事件「血の日曜日事件」を描く）
- 「マーガレット・サッチャー 鉄の女の涙」（マーガレット・サッチャー首相の、1982年のフォークランド紛争に至るまでの17日間を回想を挟みながら描く伝記映画）

#### フランス史
- 「善良なる王ダゴベール」（フランク王国メロヴィング朝の実在した王、ダゴベルト1世をモデルにした映画）
- 「ジャンヌ・ダルク」（ジャンヌ・ダルクの生涯を描く）
- 「ノストラダムス」（16世紀の予言者、ノストラダムスの生涯を描く）
- 「クレーヴの奥方」（マダム・ド・ラファイエットの書いた同名の16世紀アンリ2世の時代を舞台にした恋愛小説『クレーヴの奥方』の映画化）
- 「王妃マルゴ」（16世紀末のサン・バルテルミの虐殺と、実在の王妃マルゴを描く）
- 「三銃士」（ルイ13世の時代を描くアレクサンドル・デュマ・ペールの小説の映画化）
- 「仮面の男」（ルイ14世が主人公）
- 「宮廷料理人ヴァテール」（17世紀の料理人フランソワ・ヴァテール）
- 「王は踊る」（17世紀の作曲家ジャン＝バティスト・リュリの生涯）
- 「モリエール 恋こそ喜劇」（17世紀の劇作家モリエールの生涯）
- 「女優マルキーズ」（17世紀の女優マルキーズ・デュ・パルクの生涯）
- 「ボーマルシェ フィガロの誕生」（18世紀の劇作家カロン・ド・ボーマルシェの生涯）
- 「ナンネル・モーツァルト 哀しみの旅路」（フランスを旅するモーツァルトの姉ナンネルの悲恋）
- 「ジェヴォーダンの獣」（18世紀、実在したジェヴォーダンの獣を基にしたミステリーフィクション）
- 「ベルサイユのばら」（同名の池田理代子の劇画を原作とするフランス革命を舞台にした創作ドラマ）
- 「マリー・アントワネット」（マリー・アントワネットの生涯）
- 「ダントン」（フランス革命の中心的人物であるジョルジュ・ダントンとマクシミリアン・ロベスピエールの対立と2人のその後の運命を描く）
- 「グレースと公爵」（断頭台で処刑されるオルレアン公とグレース・エリオットの悲劇）
- 「クイルズ」（18世紀の作家サド侯爵の晩年）
- 「ナポレオン」（ナポレオン・ボナパルトが主人公）
- 「ワーテルロー」（ワーテルローの戦いを描く）
- 「レ・ミゼラブル」（ヴィクトル・ユーゴー原作の同名大河小説を元にした映画。ナポレオン没落後のフランス社会の背景が描かれている）
- 「赤と黒」（スタンダールの同名小説の映画化。王政復古のフランスでナポレオンを崇拝し、栄達を目指す青年を描く）
- 「年下のひと」（作家ジョルジュ・サンドと詩人アルフレッド・ド・ミュッセの愛と葛藤）
- 「ショパン 愛と哀しみの旋律」（作家ジョルジュ・サンドとフレデリック・ショパンの愛と葛藤）
- 「アデルの恋の物語」（ヴィクトル・ユーゴーの次女アデルの狂気にいたる愛）
- 「ゾラの生涯」（エミール・ゾラの生涯）
- 「オフィサー・アンド・スパイ」（ドレフュス事件を描く）
- 「カミーユ・クローデル」（彫刻家オーギュスト・ロダンとカミーユ・クローデルの狂気にいたる愛）
- 「モディリアーニ 真実の愛」（1920年代のパリを舞台に、アメデオ・モディリアーニやパブロ・ピカソたちアーティストの交流を描く伝記映画）
- 「黄色い星の子供たち」（第二次世界大戦時、ナチス・ドイツの占領下にあったヴィシー政権時代のフランス、1942年のヴェロドローム・ディヴェール大量検挙事件を描く）
- 「ぜんぶ、フィデルのせい」（1970年代の欧米日で反体制運動が高まった時代背景を元に、革新的な両親と保守的な子供の対比を描くフィクション）

#### オランダ史
- 「ウォリアー」（フリースラント王国の王レッドボットが主人公）
- 「提督の艦隊」（英蘭戦争でオランダ艦隊を率いたミヒール・デ・ロイテルが主人公）
- 「アンネの日記」（ナチス・ドイツによるユダヤ人狩りを避けるために隠れ家に潜んだアンネ・フランクの日記の映画化）

#### ドイツ・オーストリア史
- 「最後の谷」（三十年戦争中のドイツが舞台）
- 「神聖ローマ、運命の日 オスマン帝国の進撃」（第二次ウィーン包囲を描く）
- 「アマデウス」（モーツァルトの死の謎を、その才能に嫉妬したサリエリの回想というかたちで描く創作劇の映画化）
- 「ドン・ジョヴァンニ 天才劇作家とモーツァルトの出会い」（モーツァルトのオペラ台本作家ロレンツォ・ダ・ポンテ）
- 「ゲーテの恋 〜君に捧ぐ「若きウェルテルの悩み」〜」（若き日のゲーテ）
- 「会議は踊る」（1814年のウィーン会議を舞台にしたロシア皇帝アレクサンドル1世の悲恋）
- 「不滅の恋/ベートーヴェン」（ベートーヴェンの死後に発見された「不滅の恋人への手紙」の謎をめぐりながら彼の生涯を描く）
- 「ブラザーズ・グリム」（19世紀初頭のフランス占領下のドイツが舞台でグリム兄弟が主人公）
- 「クララ・シューマン 愛の協奏曲」（作曲家ロベルト・シューマンとその夫人クララ・シューマンの愛と葛藤を描く）
- 「ルートヴィヒ」（バイエルン王ルートヴィヒ2世の生涯）
- 「うたかたの恋」（オーストリア帝国ルドルフ皇太子の心中事件（マイヤーリング事件））
- 「ルー・サロメ 善悪の彼岸」（ニーチェと交流のあった女性哲学者ルー・サロメ）
- 「クリムト」（世紀末ウィーンの画家クリムト）
- 「マーラー 君に捧げるアダージョ」（作曲家グスタフ・マーラーとその夫人アルマ・マーラーの愛と葛藤を描く）
- 「ローザ・ルクセンブルク」（20世紀初めの革命運動家ローザ・ルクセンブルクを描く）
- 「青い棘」（1927年にベルリンで起きた「シュテークリッツ校の悲劇」）
- 「地獄に堕ちた勇者ども」（第三帝国の隆盛と共に崩壊に向かっていく鉄鋼財閥一家の悲劇）
- 「ヒトラー暗殺、13分の誤算」（1939年にヒトラー暗殺未遂事件を起こしたゲオルク・エルザーを描く）
- 「白バラの祈り ゾフィー・ショル、最期の日々」（第二次大戦中の非暴力的な反ナチ運動「白いバラ」のゾフィー・ショルを描く）
- 「ヒトラー 〜最期の12日間〜」（1945年4月のベルリン市街戦を背景に、アドルフ・ヒトラーの総統地下壕における最期の日々を描く）
- 「ニュールンベルグ裁判」（ニュルンベルク国際軍事裁判のうち、ナチ政権下エルンスト・ヤニングら4人の法律家が関わった2つの裁判を描く）
- 「僕たちは希望という名の列車に乗った」（1956年の東ドイツから西ドイツに脱出した高校生たちの実話の映画化）
- 「顔のないヒトラーたち」（ホロコーストをドイツ人自身が裁いたフランクフルト・アウシュビッツ裁判が1963年に始まるまでを描く）
- 「ハンナ・アーレント」（アイヒマン裁判を傍聴したハンナ・アーレントが『イェルサレムのアイヒマン』を出版する前後の話）
- 「トンネル」（1961年にできたベルリンの壁の下にトンネルを掘り、東ドイツから西ドイツに多くの人を脱出させた実話の映画化）
- 「善き人のためのソナタ」（80年代の東ドイツを描く）
- 「グッバイ、レーニン!」（東西ドイツ統合後に庶民の身に起こった悲喜劇を家族像と共に描く）

#### 北欧史
- 「ヴァイキングサーガ」（舞台は古代アイスランド。ノルウェーから移住してきたヴァイキングの子孫達の物語）
- 「クリスチナ女王」（17世紀、三十年戦争で戦死した父王グスタフ・アドルフの跡を受けてスウェーデン女王となったクリスチナとスペイン大使アントニオの恋を描く）
- 「ロイヤル・アフェア 愛と欲望の王宮」（18世紀デンマークのクリスチャン7世と王妃カロリーネ・マティルデ、侍医ヨハン・フリードリヒ・ストルーエンセの三角関係を描く）
- 「ヒトラーに屈しなかった国王」（第二次世界大戦時、ドイツ軍の侵攻に激しく抵抗したノルウェー国王ホーコン7世を描く）
- 「ナチスが最も恐れた男」（ナチス・ドイツ占領下のノルウェーでレジスタンス運動を行ったマックス・マヌスを描く）

#### イタリア史（古代ローマ史は除く）
- 「バルバロッサ 帝国の野望」（フリードリヒ1世の侵攻と戦うロンバルディア同盟のアルベルト・ダ・ジュッサーノを描く）
- 「ブラザー・サン シスター・ムーン」（アッシジのフランチェスコの若き日を描く）
- 「華麗なる激情」（ミケランジェロが主人公）
- 「ボルジア家の毒薬」（ルクレツィア・ボルジアの半生を描く）
- 「カラヴァッジオ」（16～17世紀の画家カラヴァッジオの生涯を描く）
- 「山猫」（19世紀リソルジメントのころの貴族の没落を描く）
- 「夏の嵐」（1866年の第三次イタリア独立戦争が背景）
- 「1900年」（20世紀初頭～第二次世界大戦の終結までのイタリア社会を描く）
- 「プッチーニの愛人」（プッチーニの妻に愛人という疑いをかけられたメイドが自殺したドーリア・マンフレーディ事件を描く）
- 「愛の勝利を ムッソリーニを愛した女」（ムッソリーニの子供を産んだイーダ・ダルセルの生涯を描く）
- 「ブラック・シャツ/独裁者ムッソリーニを狙え!」（第二次世界大戦末期、パルチザンに追われるムッソリーニの最後の日々を描く）
- 「シシリーの黒い霧」（第二次大戦中から戦後にシチリア島で活動した山賊サルヴァトーレ・ジュリアーノ暗殺の謎を描く）
- 「黒い砂漠」（ENI総帥エンリコ・マッテイの半生を描く）
- 「フォンターナ広場 イタリアの陰謀」（1969年のフォンターナ広場爆破事件を描く）
- 「イル・ディーヴォ 魔王と呼ばれた男」（1970～90年代にイタリア首相を務め、数々の犯罪に手を染めたジュリオ・アンドレオッティが主人公）

#### スペイン・ポルトガル史
- 「ノン、あるいは支配の空しい栄光」（紀元前2世紀〜16世紀後半の各時代のポルトガルの歴史を描く）
- 「エル・シド」（レコンキスタとエル・シドの生涯を描く）
- 「炎のアンダルシア」（12世紀の哲学者イブン・ルシュドを描く）
- 「女王フアナ」（大航海時代の女王フアナの半生を描く）
- 「アラトリステ」（1568年-1648年の八十年戦争と、1618年-1648年の三十年戦争におけるロクロワの戦いを描く）
- 「宮廷画家ゴヤは見た」（画家フランシスコ・デ・ゴヤの目を通して異端審問を描く）
- 「蝶の舌」（1936年-1939年のスペイン内戦を描く）
- 「サルバドールの朝」（1970年代スペインの反体制活動家サルバドール・プッチ・アンティックを描く）

#### ギリシャ史（古代ギリシャ史は除く）
- 「旅芸人の記録」　（第二次世界大戦～ギリシャ内戦までのギリシャを描く）
- 「Z」（1963年に軍事政権下で起きた自由主義者グリゴリス・ランブラキス暗殺事件をモデルとした映画）

#### 東欧史
- 「ボフダン・フメリニツキー」（17世紀のウクライナで起こったフメリニツキーの乱を描く）
- 「略奪の大地」（17世紀後半、オスマン帝国支配下のブルガリアにおける宗教弾圧が題材）
- 「ブリキの太鼓」（第一次世界大戦～第二次世界大戦の時代。舞台となっているダンツィヒは現ポーランド領グダニスク）
- 「カティンの森」（第二次世界大戦時のポーランドで起こったカティンの森事件を描く）
- 「結末」（第二次世界大戦時のポーランドで起こったイェドバブネ事件などユダヤ人虐殺事件を描く）
- 「ネレトバの戦い」（第二次世界大戦時のユーゴスラビアでのネレトヴァの戦いを描く）
- 「ウィニングチケット -遥かなるブダペスト-」（ハンガリー動乱を背景としたヒューマンドラマ）
- 「存在の耐えられない軽さ」（プラハの春とチェコ事件を背景とした恋愛映画）
- 「ワレサ 連帯の男」（ポーランドの「連帯」のリーダーのワレサを主人公に1970年から1989年までのポーランド民主化運動を描く）

#### ロシア史
- 「アレクサンドル・ネフスキー」（13世紀のアレクサンドル・ネフスキーによるチュド湖上の戦いを描く）
- 「オルド 黄金の国の魔術師」（14世紀キプチャク・ハン国のハンの位をめぐる暗闘と聖アレクシイの受難を描く）
- 「イワン雷帝」（15世紀のツァーリであるイヴァン4世を描く）
- 「アンドレイ・ルブリョフ」（15世紀の聖像画家アンドレイ・ルブリョフの生涯を描く）
- 「恋のページェント」（エカテリーナ2世の半生を描く）
- 「戦争と平和」（ナポレオン戦争期のロシアを描く）
- 「戦艦ポチョムキン」（1905年に起こされた戦艦ポチョムキンの反乱を元に製作）
- 「ニコライとアレクサンドラ」（ロマノフ王朝の悲劇を映画化）
- 「十月」（1917年3月から11月までのロシア革命を描く）
- 「太陽に灼かれて」（スターリンによる大粛清の時代が舞台）
- 「映写技師は見ていた」（スターリンに仕えた映写技師アレクサンドル・ガンシンをモデルとしてスターリン独裁時代を描いた映画）
- 「ガガーリン 世界を変えた108分」（世界初の有人宇宙飛行を果たしたユーリイ・ガガーリンを描く）

#### その他
- 「南極のスコット」（アムンセンとの南極点初到達争いに敗れ、帰途全滅したスコット隊の悲劇）
- 「タイタニック」（1912年、タイタニック号沈没事故）
- 「SOS北極... 赤いテント」（飛行船で北極点への飛行を行ったノビレ隊の遭難と、アムンセンらによるその救出活動を描く）
- 「アイガー北壁」（ナチス政権下、前人未到だったアルプスの難所アイガー北壁に挑んだクライマーたちの壮絶な運命をつづる山岳ドラマ）

### アングロ・アメリカ史

#### 各国独立以前
- 「ニュー・ワールド」（ポカホンタスの伝説を映画化）
- 「クルーシブル」（1692年に起きたセイラム魔女裁判を描く）

#### アメリカ合衆国史
- 「パトリオット」（アメリカ独立戦争を描く）
- 「バース・オブ・ネイション」（奴隷反乱を起こした黒人奴隷のナット・ターナーを描く）
- 「アラモ」（アラモの戦いを描く）
- 「アミスタッド」（アミスタッド号事件を描く）
- 「それでも夜は明ける」（1841年にワシントンD.C.で誘拐され、奴隷として売られた自由黒人ソロモン・ノーサップを描く）
- 「ハリエット」（逃亡奴隷から奴隷解放運動家となった黒人女性ハリエット・タブマンを描く）
- 「七匹の無法者」（黒人奴隷解放を目的とする武装蜂起を起こした白人ジョン・ブラウンを描く）
- 「グローリー」（南北戦争中に北軍で結成された初の黒人連隊を舞台に、指導者である白人大佐と黒人志願兵の交流を描く）
- 「ギャング・オブ・ニューヨーク」（19世紀のニューヨーク市内のスラム街のギャング間抗争、ニューヨーク徴兵暴動を描く）
- 「リンカーン」（エイブラハム・リンカーンが暗殺されるまでの最期の4ヶ月を描く）
- 「ダンス・ウィズ・ウルブズ」（南北戦争期、ダコタ砦の白人兵とネイティブ・アメリカンとの交流を描く）
- 「ソルジャー・ブルー」（サンドクリークの虐殺を描く）
- 「折れた矢」（アパッチ族の首長コチーズ（英語版）と友情を築いた白人トム・ジェフォーズ（英語版）を描く）
- 「小さな巨人」（リトルビッグホーンの戦いを描く）
- 「ジェロニモ」（アパッチ族の軍事抵抗運動の戦士ジェロニモを描く）
- 「グッドモーニング・バビロン!」（グリフィス監督の映画「イントレランス」（1916年）の作成を描く）
- 「レッズ」（ロシア革命のルポ「世界を揺るがした10日間」を著した米国人ジャーナリストジョン・リードの生涯を描く）
- 「死刑台のメロディ」（1920年に起こった冤罪事件「サッコ・ヴァンゼッティ事件」を描く）
- 「アンタッチャブル」（禁酒法時代、アル・カポネ）
- 「ジュリア」（リリアン・ヘルマンの回顧録の映画化。第二次世界大戦前夜、ドイツで反ナチ運動を行う親友ジュリアとの友情を描く）
- 「愛と哀しみの旅路」（第二次世界大戦中に日系人がマンザナール収容所に入れられた史実を描く）
- 「父親たちの星条旗」（硫黄島の星条旗の被写体となった兵士たちのその後などを描く）
- 「オッペンハイマー」（原爆開発計画「マンハッタン計画」を主導し、戦後は水爆開発に反対し赤狩りの標的となったロバート・オッペンハイマーを描く）
- 「グッドナイト&グッドラック」（マッカーシズムに立ち向かったニュースキャスターのエドワード・R・マローとCBSの番組スタッフを描く）
- 「13デイズ」（キューバ危機を描く）
- 「カポーティ」（1959年に起きた殺人事件をもとに作家カポーティが「冷血」を書き上げるまでを描く）
- 「JFK」（ケネディ大統領暗殺事件を描く）
- 「ミシシッピー・バーニング」（1964年にミシシッピー州で公民権運動家が行方不明になった事件から、当時のアメリカ南部における黒人差別の実態を描く）
- 「マルコムX」（黒人解放運動指導者マルコムXの生涯を描く）
- 「グローリー/明日への行進」（キング牧師らによる1965年の「セルマの行進」を描く）
- 「パンサー」（黒人解放の政治組織ブラックパンサー党の結成を描く）
- 「ウッドストックがやってくる!」（1969年のウッドストック・フェスティバルが舞台）
- 「ドアーズ」（60年代末に活動したドアーズのボーカルジム・モリソンの生涯を描く）
- 「アポロ13」（アポロ13号の事故を描く）
- 「ニクソン」（リチャード・ニクソン大統領の半生を描く）
- 「アルゴ」（1979年から1980年にかけて発生したイランアメリカ大使館人質事件を描く）
- 「フロントランナー」（1988年米国大統領選挙に出馬したゲイリー・ハート（英語版）が女性スキャンダルで撤退するまでを描く）
- 「ブッシュ」（ジョージ・W・ブッシュ大統領の半生を描く）

### ラテン・アメリカ史

#### 各国独立以前
- 「1492 コロンブス」（15世紀末～16世紀のクリストファー・コロンブスの航海とその後の植民地経営を描く）
- 「アポカリプト」（マヤ文明の人身供犠）
- 「ミッション」（18世紀中葉のパラナ川上流域が舞台）
- 「リベレイター 南米一の英雄 シモン・ボリバル」（19世紀初頭、南米諸国をスペインからの独立に導いたシモン・ボリバルの半生を描く）

#### 各国独立後
- 「ウォーカー」（19世紀にニカラグアの独裁者となった米国人ウィリアム・ウォーカーの生涯を描く）
- 「革命児サパタ」（メキシコ革命の指導者の1人エミリアーノ・サパタの生涯を描く）
- 「戦うパンチョビラ」（メキシコ革命の指導者の1人パンチョ・ビリャが主人公）
- 「エビータ」（アルゼンチンの大統領夫人エバ・ペロンの生涯を描く）
- 「汚れた心」（第二次世界大戦終結後に日系ブラジル人の間で起きた「勝ち組、負け組の抗争」を描く）
- 「モーターサイクル・ダイアリーズ」（アルゼンチン出身の革命家チェ・ゲバラの若き日の南米放浪を描く）
- 「チェ」二部作（チェ・ゲバラがフィデル・カストロとともにキューバ革命を成し遂げるまでと、ボリビアでの革命運動で死ぬまでを描く）
- 「戒厳令」（ウルグアイのモンテビデオでの都市ゲリラトゥパマロスによる「死の部隊」の工作員の誘拐と処刑を描く）
- 「サンチャゴに雨が降る」（1973年のチリ・クーデターを描く）
- 「オフィシャル・ストーリー」（軍事政権下の1970年代アルゼンチンの人権問題を描く）
- 「アンダー・ファイア」（ニカラグア内戦を描く）
- 「サルバドル/遥かなる日々」（エルサルバドル内戦を描く）
- 「地下の民」（ボリビア現代史を生きた男の生涯を描く）

### オセアニア史
- 「裸足の1500マイル」（オーストラリアで白人への同化政策が採られた「盗まれた世代」のアボリジニの悲劇を描く）
- 「オーストラリア」（第二次世界大戦前夜のオーストラリアが舞台）
- 「シン・レッド・ライン」（ソロモン諸島ガダルカナルでの日米戦（ガダルカナル島の戦い）を描く）

## 関連文献
- 杉原啓史『映画で楽しむ世界史』近代文芸社、2005年12月。ISBN 978-4773373059。
- 家長知史『世界史映画教室』岩波書店〈岩波ジュニア新書〉、1997年7月。ISBN 978-4885271939。
- 家長知史『新・映画でまなぶ世界史（2）』地歴社、2009年8月。ISBN 978-4885271939。